# Ture Ödlund
Ture Ödlund (n. 15 mai 1894, Comuna Sundsvall, Comitatul Västernorrland, Suedia – d. 14 decembrie 1942, Stockholm, Suedia) a fost un jucător de curl ce a reprezentat Suedia, medaliat olimpic. A participat la o ediție a Jocurilor Olimpice (1924) în care a câștigat o medalie de argint.

## Participări
Lista de mai jos prezintă principalele competiții la care a participat Ture Ödlund de-a lungul carierei.
- Curling la Jocurile Olimpice de iarnă din 1924